# Recept za naočare
Recept za naočare je medicinski dokument kojim očno pomagalo propisuje oftalmolog pacijentima koji su kratkovidi, dalekovidi ili imaju astigmatizam. Recept je namenjen optičaru koji na osnovu navedenih podataka u njemu vrši izradu odgovarajućih korektivnih stakala za levo i desno oko, koja potom ugrađuje u ram naočara prema izboru pacijenta.

## Skraćenice — termina i brojeva na receptu
Na receptu za naočare najčešče se nalaze sledeći skraćeni termini i brojke:
| Skračenica termina ili broja | Tumačenje |
| ---------------------------- | --- |
| OD                           | - Označava skračenicu za desno oko - Izvedena je od latinskih reči oculus dexter |
| OS                           | - Označava skračenicu za levo oko - Izvedena je od latinskih reči oculus sinister |
| OU                           | - Skračenica za oba oka - Izvedena je od latinskih reči oculus uterque - Oftalmolozi na receptu uvek prvo pišu dioptriju za desno oko pa onda za levo. |
| SPH (sfera)                  | - Skraćenica koja ukazuje na količinu snage sočiva mereno u dioptriji, propisanu da ispravi dalekovidost i kratkovidost. - Termin „sfera“ znači da je korekcija kratkovidosti ili dalekovidosti „okrugla“ ili jednaka u svim meridijanima oka. - Ako ispred broja dioptrije stoji znak minus (-) ona označava kratkovidost, a ako ispred broja stoji znak plus (+) ili ne predhodi znak plus ili znak minus ona oynačava dalekovidost. |
| CYL (cilindar)               | - Oznaka na receptu kojom se označava količina snage sočiva mereno u dioptriji za astigmatizam, koji je obično uzrokovan nepravilnim oblikom rožnjače. - Umesto rožnjače koja ima simetrično okrugli oblik (kao bejzbol), ona je više u obliku kao fudbal, sa jednim meridijanom koji je znatno zakrivljeniji. - „Cilindar” ili jačina sočiva se dodaje kako bi se ispravila razlika između ova dva glavna meridijana oka. - Termin cilindar znači da snaga sočiva koja je dodata da koriguje astigmatizam nije sferična već je u obliku meridijana, koji treba zamisliti kao prednji deo oka ili lice časovnika. - Linija koja povezuje 12 i 6 je jedan meridijan, linija koja povezuje 3 i 9 je drugi. - Najravniji meridijani oka sa astigmatizmom su nazvani glavni meridijani (90 stepeni meridijan je vertikalan meridijan i 180 stepeni meridijan je horizontalan meridijan). - Ako ništa nije navedeno uz ovu oznaku, znači da pacijent nema astigmatizam ili da je on toliko mali da nije neophodno da se ispravlja primenom dioptrijskiog sočiva. |
| AXIS (osa)                   | - Broj kojim se označava osa astigmatizma ako recept za naočare uključuje cilindar, i mora uključivati i vrednost ose koja se iskazuje u stepenima. - Osa je definisana sa brojevima od 1 do 180. Broj 90 odgovara vertikalnom meridijanu oka, broj 180 odgovara horizontalnom meridijanu. - Brojevi od 1 do 180 pokazuju mesto cilindrične snage u sočivu za ispravljanje astigmatizma. - Cilindrična snaga je asimetrična i propisani iznos se pojavljuje samo u jednom meridijanu. - Osa je osnovni meridijan sočiva koji sadrži samo snagu sfere i nalazi se 90 stepeni od meridijana koji sadrži snagu cilindra. |
| ADD                          | - Oznaka kojom se na receptu za naočare iskazuje broj dioptrije. - Ona je zapravo dioptrija koja reguliše vid na blizinu za starije osobe sa presbiopijom i dodaje se na recept za daljinu za donju polovinu multifokalnih (progresivnih) sočiva radi korigovanja presbiopije. - Broj koji se pojavljuje u ovom delu recepta uvek ima predznak plus (+), čak iako to nije napisano, obično je isti za oba oka i kreće se u rasponu od +0.75 do +3.00. |

## Izgled napisanog recepta.[7]
IME I PREZIME PACIJENTA...........................
ADRESA...........................................................
DATUM ROĐENJA........................................... 
|           |    | SPH    | CYL    | AXIS |
| --------- | -- | ------ | ------ | ---- |
| DIOPTRIJA | OD | - 3,00 |        |      |
| DIOPTRIJA | OS | - 4,00 | - 0,50 | 180  |
| ADD       | OD | + 2,00 |        |      |
| ADD       | OS | + 2,00 |        |      |

DATUM PROPISIVANJA RECEPTA..............
POTPIS I FAKSIMIL LEKARA........................

### Primer propisanog recepta
OD - 2,00 SPH........................+ 2,00 add
OS - 1,00, - 0,50, ax 180.........+ 2,00 add
U ovom receptu oftalmolog je propisao recept za naočare koje imaju sledeće karakteristike:
- Za desno oko (OD) propisana je vrednost od — 2,00 dioptrije sfere (sph) za korekciju miopije.
- Nema korekcije astigmatizma na ovom oku tako da nema dioptrije cilindra (cyl) niti je navedena osa (ax).
- Za levo oko (OS) propisana je -1,00 dioptrija sfere (sph) za korekciju miopije i - 0.50 dioptrije cilindra za korekciju astigmatizma.
- Snaga cilindra ima osu na 180 meridijana , dakle horizontalni (180 stepeni) meridijan oka nema dodatu jačinu za astigmatizam, a vertikalni (90 stepeni) dobija dodatu vrednost dioptrije 0.50.
- Za oba oka je propisana add je jačina dioptrije od + 2,00 za korekciju presbiopije.

## Spoljašnje veze
- Kako da pročitate vaš recept za naočare? — Bolesti oka com.

|  | Molimo Vas, obratite pažnju na važno upozorenje u vezi sa temama iz oblasti medicine (zdravlja). |